# Hildegard Goss-Mayr
Hildegard Goss-Mayr (* 22. Jänner 1930 in Wien) ist eine österreichische Friedensaktivistin und Schriftstellerin.

## Leben und Wirken
Hildegard Goss-Mayr ist die Tochter von Kaspar Mayr (1891–1963) und Caroline Maria Zechner. Kaspar Mayr war der Gründer des österreichischen Zweigs des Internationalen Versöhnungsbundes und gab ab 1949 die Werkblätter Der Christ in der Gegenwart heraus.
Hildegard Goss-Mayr studierte in Wien und in New Haven (USA) Philosophie, Philologie und Geschichte. 1953 promovierte sie als erste Frau an der Wiener Universität „sub auspiciis“, der Höchstnote in Österreich.
Ab 1953 widmete sie ihr Leben im Auftrag des Internationalen Versöhnungsbundes der gewaltfreien Konfliktlösung. 1958 heiratete sie den französischen Friedensaktivisten Jean Goss; das Elternpaar bekam 1960 Zwillinge.
1962 begann Goss-Mayr ihre Arbeit in Lateinamerika für den Aufbau gewaltloser Befreiungsbewegungen. Sie wurde Beraterin von Dom Hélder Câmara. Auch der argentinische Friedensnobelpreisträger Adolfo Maria Pérez Esquivel erklärt sich von Goss-Mayr beeinflusst. Für das Zweite Vatikanische Konzil erstellte Goss-Mayr zusammen mit den Theologen Bernhard Häring und Karl Rahner Vorschläge zur Gewaltlosigkeit, die in der Pastoralkonstitution Gaudium et spes Niederschlag fanden.
Von 1966 bis 1985 war Goss-Mayr Vizepräsidentin des Internationalen Versöhnungsbundes.
Der Erfolg der „Rosenkranz-Revolution“ zur Beendigung des Marcos-Regimes auf den Philippinen 1986 und die gewaltlose Absetzung des Diktators Ratsiraka in Madagaskar 1991 war auch ihrem Einfluss und ihrer Schulung von Gruppen für den gewaltlosen Widerstand zu verdanken.
Hildegard Goss-Mayr ist Ehrenpräsidentin des Internationalen Versöhnungsbundes und Mitglied der Ehrenschutzkomitees der Internationalen Koordination für die Dekade für eine Kultur des Friedens und der Gewaltfreiheit für die Kinder der Welt.

## Auszeichnungen
- 1979 Bruno Kreisky Preis für Verdienste um die Menschenrechte
- 1991 Niwano-Friedenspreis
- 2005 Nominierung zum Friedensnobelpreis innerhalb des Projekts 1000 Frauen für den Friedensnobelpreis 2005[4]
- 2007 Versöhnungspreis der Klaus-Jensen-Stiftung in Trier[5]
- 2009 Pacem in Terris Peace and Freedom Preis der Diocese von Davenport, Iowa

## Schriften
- Die Macht der Gewaltlosen. Der Christ und die Revolution am Beispiel Brasiliens. Verlag Styria, Graz/Wien/Köln 1968.
- Der Mensch vor dem Unrecht. Spiritualität und Praxis gewaltloser Befreiung. Europaverlag, Wien 1976, ISBN 3-203-50597-5
- Die Gewaltlosigkeit Jesu, Antwort auf die Gewalt unserer Zeit. Veritas, Linz 1978, ISBN 3-85329-188-0
- (Hrsg.): Geschenk der Armen an die Reichen. Zeugnisse aus dem gewaltfreien Kampf der erneuerten Kirche in Lateinamerika. Europa-Verlag, Wien/München/Zürich 1979, ISBN 3-203-50707-2
- Evangelium und Ringen um den Frieden. Versöhnungsbund, 1995, ISBN 3-9804408-0-X
- UN-Dekade für eine Kultur des Friedens und der Gewaltfreiheit für die Kinder der Welt 2001–2010. In: Andreas Pecha (Hrsg.): Analysen und Perspektiven der Friedensbewegung in Österreich. Roithner, Haid 2002, ISBN 3-9502098-1-6, S. 311 ff.
- Wie Feinde Freunde werden. Mein Leben mit Jean Goss für Gewaltlosigkeit, Gerechtigkeit und Versöhnung. Mit einem Geleitwort von Kardinal Franz König. Herder, Freiburg/Basel/Wien 1996, ISBN 3-451-23930-2; 2. überarbeitete Auflage: Meinhardt Text und Design, Idstein 1998, ISBN 3-933325-08-0
- Elemente der Gütekraft an Hand von Beispielen erklärt. In: Pete Hämmerle & Thomas Roithner (Hrsg.): Dem Rad in die Speichen fallen. Stimmen von FriedensnobelpreisträgerInnen und das Österreichische Netzwerk für eine Kultur des Friedens und der Gewaltfreiheit. Ein Arbeitsbuch. Roithner, Haid 2003, ISBN 3-9502098-5-9, S. 156 ff.